# چارنووک
چارنووک (به لهستانی:  Czarnówek) یک روستا در لهستان است که در گمینا شچوچن واقع شده‌است.